# سرخاب (نیر)
سرخاب  روستایی است که در استان اردبیل، شهرستان نیر، بخش مرکزی، دهستان دورسون خواجه قرار دارد.
روستای سرخاب یکی از زیباترین و بکرترین روستاهای کوهستانی محسوب می‌شود.همه ساله بسیاری از گردشگران طبیعت و مناطق بکر به روستای سرخاب آمده و به تفریح و تفرج می پردازند.

## جمعیت
بر اساس سرشماری سال ۱۳۸۵ جمعیت این روستا ۲۹۷ نفر با ۶۰ خانوار بوده‌است.